# زوجتي مغرمة
زوجتي مغرمة (بالكورية: 이번 주, 아내가 바람을 핍니다)‏ مسلسل تلفزيوني كوري جنوبي صدر عام 2016، من بطولة لي سون كيون و‌سونغ جي هيو. وهو مقتبس من مسلسل ياباني يحمل نفس الاسم صدر عام 2007. عرض المسلسل على قناة جي تي بي سي من 28 أكتوبر إلى 3 ديسمبر 2016.

## القصة
دو هيون وو (لي سون كيون)، يعمل كمنتج منذ عشر سنوات، يعتقد أن زوجته جونغ سو يون (سونغ جي هيو) على علاقة غرامية. تزوجا منذ ثماني سنوات، وكان يعتقد أنها علاقة قوية، إلى أن لاحظ إشارة على أن زوجته على وشك الخيانة. دفعه هذا إلى التحدث مع أشخاص مجهولين على مواقع التواصل الاجتماعي لمعرفة ما يجب فعله ومحاولة إنقاذ زواجه.

## الممثلون
- لي سون كيون في دور دو هيون وو
- سونغ جي هيو في دور زوجة هيون وو.
- كيم هي وون في دور تشوي يون جي
- يي جي وون في دور أون آه را
- لي سانغ يوب في دور آن جون يونغ
- بوا ي دور كوان بو يونغ

## روابط خارجية
- زوجتي مغرمة على موقع IMDb (الإنجليزية)
- زوجتي مغرمة على موقع نتفليكس (الإنجليزية)
- زوجتي مغرمة على موقع كينوبويسك (الروسية)
- زوجتي مغرمة على موقع قاعدة بيانات الفيلم (الإنجليزية)